# Laguna de Viesca
Laguna de Viesca är en sumpmark i Mexiko.   Den ligger i delstaten Coahuila, i den centrala delen av landet, 800 km nordväst om huvudstaden Mexico City.